# WIN HIGH SPEED
WIN HIGH SPEED（ウィン ハイスピード）は、auブランドを展開するKDDIおよび沖縄セルラー電話の第3.5世代携帯電話 (3.5G)サービスの内、下り9.2Mbps/上り5.5Mbps（一部地域は下り6.1Mbps/上り3.6Mbps）に対応したサービス。2010年（平成22年）11月5日に同サービスに対応した音声端末のX-RAY（CDMA TSX06）、およびBRAVIA Phone S005（CDMA SO005）の発売に併せてサービスを開始した。なお、同キャリア既存のサービスであるCDMA 1X WIN（現・au 3G）と共に2022年（令和4年）3月31日を以ってサービス終了の予定であることが2018年11月にKDDIから公式発表された。

## 概要
auの従来のデータ通信方式であるCDMA2000 1xEV-DO Rev.A（PacketWIN Phase-II、下り3.1Mbps/上り1.8Mbps）を最大3本束ねる事により高速化し、最大下り9.2Mbps/上り5.5Mbpsを実現したCDMA2000 1xEV-DO MC-Rev.A（CDMA2000 1xEV-DO Rev.B Phase-I）によるサービスであり、利用するためには対応端末が必要となる。

## サービスエリア
従来のauエリアの内、複数波の運用がされている基地局においてEV-DO MC-Rev.A（EV-DO Rev.B Phase-I）への対応がされしだい利用可能となり、非対応エリアでも従来のEV-DO Rev.A方式等で接続する事も可能。そのため、通信可能なエリアは従来と同様である。
また、エリアによって運用されている回線数が違うため、EV-DO MC-Rev.A（EV-DO Rev.B Phase-I）で接続が可能な場合でも2本分(下り6.2Mbps/上り3.6Mbps)の通信速度となる場合がある。

## 料金
料金体系は従来のWINサービス（のちのau 3Gサービス）と同じで、WIN HIGH SPEEDを利用した事による追加料金は発生しない。